# 231e Infanteriedivisie (Duitsland)
De Duitse 231e Infanteriedivisie (Duits: 231. Infanterie-Division) was een Duitse infanteriedivisie tijdens de Tweede Wereldoorlog. De divisie werd opgericht op 26 augustus 1939. De eenheid deed in haar korte bestaan dienst in Duitsland en Polen.
Op 31 juli 1940 werd de divisie, die onder leiding stond van Generalleutnant Hans Schönhärl, in Ohrdruf ontbonden. Delen gingen naar de 11e en 20e Pantserdivisies. Het grootste deel vormde zeven zelfstandige bewakingsbataljons, die in Wehrkreis XIII krijgsgevangenkampen bewaakten. De resten van de drie regimenten vormden al op 1 augustus 1940 het Landesschützen-Btl. 845.

## Samenstelling
- Infanterie-Regiment 302
- Infanterie-Regiment 319
- Infanterie-Regiment 342
- Artillerie-Regiment 231
- Pionier-Bataillon 231
- Feldersatz-Bataillon 231
- Panzerabwehr-Abteilung 231
- Aufklärungs-Abteilung 231
- Infanterie-Divisions-Nachrichten-Abteilung 231
- Infanterie-Divisions-Nachschubführer 231